# Gemini 1
För andra betydelser, se Gemini.
Gemini 1 var NASA:s första testuppskjutning med en geminikapsel inom Geminiprogrammet. Färden varade i 94 timmar, 58 minuter och 59 sekunder. Starten skedde 8 april 1964 och landade 12 april. Starten skedde från Cape Kennedy Air Force Station och gjordes med en Titan II-raket.

### Fotnoter
1. ↑  ”NASA Space Science Data Coordinated Archive” (på engelska). NASA. https://nssdc.gsfc.nasa.gov/nmc/spacecraft/display.action?id=1964-018A. Läst 27 mars 2020.